# Mipony
Mipony es un gestor de descargas, el cual permite la descarga automática de archivos de distintos sitios de alojamiento inmediato como RapidShare, MediaFire y anteriormente Megaupload. Los enlaces de descargas pueden ser pausados para luego continuar con dicha descarga (así como si ocurre algún imprevisto que obligue a detenerlas).

## Características
Mipony soporta el tiempo de espera de RapidShare (entre otros) y reconocimiento de captcha, permitiendo lotes de descargas sin intervención del usuario.
Las actualizaciones son lanzadas frecuentemente, y por defecto Mipony se actualiza durante la inicialización sugiriendo su reinicio para implementar dichos cambios.
- Permite múltiples descargas sin estar presente.
- Es compatible con múltiples páginas de hospedaje.
- Funciona como gestor de descargas convencional.
- Permite continuar descargas pausadas.
- Interfaz amigable.
- Funciona tanto para cuentas premium como gratuitas de Mega, MediaFire, Uptobox, 1fichier y muchos más.
- Descarga ininterrumpida.

Una vez agregado el enlace de descarga a la lista de trabajo se descargaran los ficherosoo0p mientras seguimos navegando y, en el caso de cerrar el programa las descargas se retomaran al volverlo a iniciar.
- Posibilidad de establecer prioridades.
- Controla cuantos ficheros se pueden bajar simultáneamente de cada servidor.
- Muchos de los ficheros alojados en los servidores gratuitos se encuentran divididos en partes, Mipony tiene una opción para unir los ficheros descargados (HJSplit).
- Mipony puede captuar del portapapeles enlaces individuales o cualquier texto que contenga cualquier número de enlaces.
- Si por cualquier motivo un fichero da error descargando, Mipony se encargará de hacer los reintentos necesarios automáticamente hasta que el fichero se descargue.
- Lleva integrado un navegador desde el cual se detectan los enlaces de descarga de archivos.
- Acualización automática de la base de datos con las páginas de alojamiento soportadas. Mipony se actualizará automáticamente para seguir funcionando con los sitios de descargas de ficheros, además estamos añadiendo constantemente nuevos sitios de descargas soportados.
- Mipony puede analizar páginas completas en busca de enlaces, indicando si están aún disponibles en el servidor para descargar o si han sido borrados.
- Permite configurar Flashgot para enviar enlaces hacia Mipony.
- Plugin en formato barra para que desde Firefox y Explorer se puedan lanzar las descargas directamente en Mipony o abrir la página que se esté viendo en el navegador de Mipony.
- Control remoto. Mipony tiene una interfaz web para controlar de forma remota el programa. Desde de la interfaz web se puede ver el progreso de las descargas y manipularlas y, además se pueden introducir los captchas desde ella. El diseño de la interfaz web está adaptado tanto para ordenador como para móvil.

## Compatibilidad
Mipony soporta los siguientes sitios:
| Sitio             | Soporte premium | Reanudación | Conexiones simultáneas |
| MEGA              | Sí              | Sí          | Sí (Hasta 9)           |
| Rapidgator        | Sí              | Sí          | ?                      |
| Filepost          | Sí              | ?           | ?                      |
| Turbobit          | Sí              | ?           | ?                      |
| Hitfile           | Sí              | ?           | ?                      |
| Telechargement.cf | Sí              | ?           | ?                      |
| Telechargement.ga | Sí              | ?           | ?                      |
| Hotfile           | Sí              | ?           | ?                      |
| Cloudzer          | Sí              | ?           | ?                      |
| Cyberlocker       | Sí              | ?           | ?                      |
| MediaFire         | Sí              | Sí          | ?                      |
| DepositFiles      | Sí              | ?           |                        |
| 4shared           | Sí              | ?           |                        |
| Letitbit          | Sí              | ?           |                        |
| Uploaded.to       | Sí              | No          |                        |
| Fileserve         | Sí              | ?           |                        |
| Easy-share        | ?               | ?           |                        |
| Gigasize          | Sí              | ?           |                        |
| Filefactory       | Sí              | ?           |                        |
| Uploading         | Sí              | ?           |                        |
| Sendspace         | ?               | ?           |                        |
| Zshare            | ?               | ?           |                        |
| Freakshare        | Sí              | ?           |                        |
| Storage.to        | ?               | ?           |                        |
| Uploadbox         | ?               | ?           |                        |
| Ziddu             | ?               | ?           |                        |
| Netload.in        | Sí              | ?           |                        |
| Sharex            | ?               | ?           |                        |
| x7.to             | ?               | ?           |                        |
| Box               | ?               | ?           |                        |
| Zomgupload        | ?               | ?           |                        |
| Jumbofiles        | ?               | ?           |                        |
| Data.hu           | ?               | ?           |                        |
| Linfsave          | ?               | ?           |                        |
| Share-online      | ?               | ?           |                        |
| Speedyshare       | ?               | ?           |                        |
| Duckload          | ?               | ?           |                        |
| Uloz              | ?               | ?           |                        |
| Megafree          | ?               | ?           |                        |
| Badongo           | ?               | ?           |                        |
| Kewlshare         | ?               | ?           |                        |
| Ugotfile          | ?               | ?           |                        |
| Sharingmatrix     | ?               | ?           |                        |
| Filesend          | ?               | ?           |                        |
| Zippyshare        | ?               | ?           |                        |
| Bitroad           | ?               | ?           |                        |
| Oron              | ?               | ?           |                        |
| Extabit           | Sí              | No          |                        |
| 180Upload         | Sí              | ?           |                        |
| Shareflare        | ?               | ?           |                        |
| Filedude          | ?               | ?           |                        |
| Onionshare        | ?               | ?           |                        |
| Mangoshare        | ?               | ?           |                        |
| Rayfile           | ?               | ?           | ?                      |
| Uploadstation     | Sí              | ?           | ?                      |
| Filejungle        | Sí              | ?           | ?                      |
| Turboshare        | ?               | ?           |                        |
| Egoshare          | ?               | ?           |                        |
| Keepfile          | ?               | ?           |                        |
| Filestrack        | ?               | ?           |                        |
| Kickload          | ?               | ?           |                        |
| Czshare           | ?               | ?           |                        |
| Dataup            | ?               | ?           |                        |
| 2shared           | ?               | ?           |                        |
| ifile             | ?               | ?           |                        |
| Divshare          | ?               | ?           |                        |
| Filesmonster      | ?               | ?           |                        |
| USAupload         | ?               | ?           |                        |
| Novaup            | ?               | ?           |                        |
| Vip-file          | ?               | ?           |                        |
| Anonym            | ?               | ?           |                        |
| Megashares        | ?               | ?           |                        |
| Filebase          | ?               | ?           |                        |
| Appscene          | ?               | ?           |                        |
| Hackerbox         | ?               | ?           |                        |
| Filefront         | ?               | ?           |                        |
| Nakido            | ?               | ?           |                        |
| 4shared-china     | ?               | ?           |                        |
| Xun6              | ?               | ?           |                        |
| Upload            | ?               | ?           |                        |
| Megashare.vn      | ?               | ?           |                        |
| Unibytes          | ?               | ?           |                        |
| Bitshare          | ?               | ?           |                        |
| Fullshare         | ?               | ?           |                        |
| Cramit            | ?               | ?           |                        |
| Hotshare          | ?               | ?           |                        |
| Mandamais         | ?               | ?           |                        |
| Midupload         | ?               | ?           |                        |
| Usershare         | ?               | ?           |                        |
| Dl.Free.fr        | ?               | ?           |                        |
| File-upload       | ?               | ?           |                        |
| Speedshare        | ?               | ?           |                        |
| Adrive            | ?               | ?           |                        |
| Enterupload       | ?               | ?           |                        |
| Hellshare         | ?               | ?           |                        |
| VSpace            | ?               | ?           |                        |
| u.115             | ?               | ?           |                        |
| Fileflyer         | ?               | ?           |                        |
| Myupload          | ?               | ?           |                        |
| Narod             | ?               | ?           |                        |
| Furk              | ?               | ?           |                        |
| Linkbee           | ?               | ?           |                        |
| Sharebase         | ?               | ?           |                        |
| Gigapeta          | ?               | ?           |                        |
| Uploadstore       | ?               | ?           |                        |
| Upstore           | ?               | ?           |                        |
| ----------------- | --------------- | ----------- | ---------------------- |